# Djamila Bouhired
Djamila Bouhired (in arabo: جميلة بوحيرد,; Algeri, giugno 1935) è un'attivista, guerrigliera e rivoluzionaria algerina che si oppose al dominio coloniale francese.
Cresciuta in una famiglia benestante da madre tunisina e padre algerino, ha frequentato una scuola francese in Algeria. Ha partecipato al Fronte di Liberazione algerino (FNL) mentre era una studentessa. Lavorò come addetta alle pubbliche relazioni e assistente personale del comandante Yacef Saadi (FNL) in Algeri.
Fu torturata e condannata a morte dai francesi, ma poi graziata e liberata.

## Biografia
Djamila Bouhired nacque in una famiglia benestante dell'Algeria francese. Quando era ancora una studentessa scoprì il suo spirito rivoluzionario. Tutti gli studenti algerini ripetevano ogni mattina La Francia è la nostra madre, mentre Bouhired soleva alzarsi e urlare L'Algeria è la nostra madre!. Fu punita per questo dal preside. Da quel momento, Bouhired si avvicinò alla causa rivoluzionaria. I suoi fratelli avevano già partecipato alla lotta clandestina e Bouhired, in poco tempo, riuscì a unirsi a loro e la sua reputazione crebbe velocemente. Durante la rivoluzione lavorò come addetta alle pubbliche relazioni per il comandante Yacef Saadi.

### La prigionia
Nell'aprile 1957, prima di una grande dimostrazione organizzata a Casbah, fu rapita dai Francesi durante uno scontro a fuoco in cui fu ferita accidentalmente da un compagno, e dichiarò poi di essere stata torturata per ottenere informazioni su quella dimostrazione. Djamila non divulgò nessuna informazione sebbene sotto tortura e avrebbe ripetuto continuamente L'Algeria è la nostra madre! (questa notizia è basata sul suo resoconto e non è stata verificata).
Nonostante la tortura estrema e gli stupri subiti dai militari, Bouhired non confessò alcun reato e non rivelò alcuna informazione riservata sul Fronte Nazionale di Liberazione. Secondo Bouhired, la tortura andò avanti per un totale di 17 giorni.

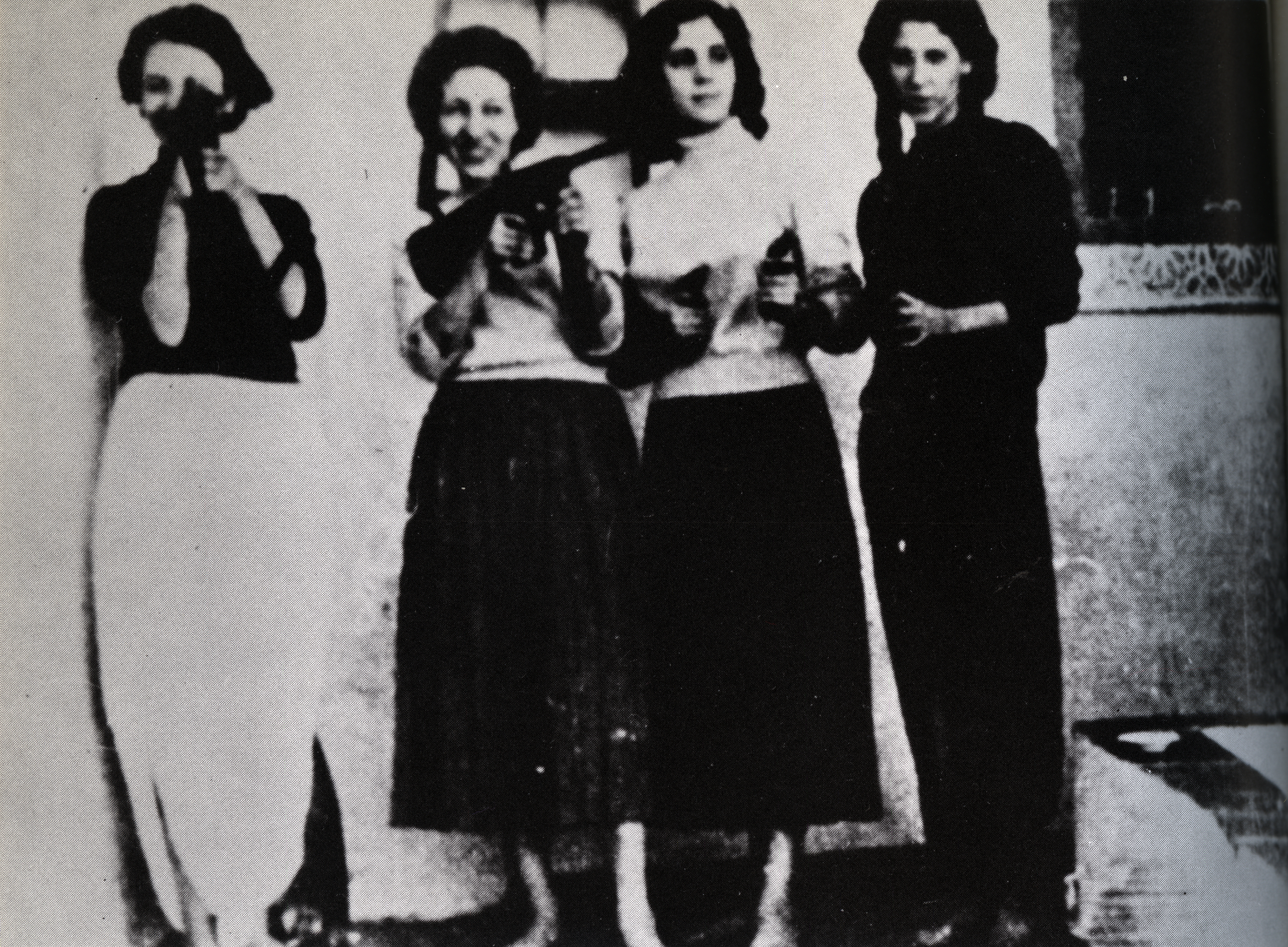
Donne della resistenza algerina, Djamila è la terza.

Ci sono arrivati pochi dettagli riguardo agli eventi avvenuti durante la sua prigionia che possano essere confermati. Le uniche informazioni disponibili provengono da ciò che Djamila Bouhired e fonti a lei collegate hanno affermato in seguito. Dichiarò che fu sottoposta a torture durante la sua prigionia e che le torture non erano limitate solo a lei, ma anche ai suoi fratelli, uno dei quali, secondo le sue dichiarazioni, fu torturato davanti alla loro madre.
Nel luglio del 1957 Djamila fu processata per l'attentato compiuto piazzando una bomba in un bar insieme a un'altra combattente per la libertà algerina. La bomba uccise 11 cittadini che si trovavano all'interno. L'avvocato francese anticolonialista Jacques Vergès, comprendendo la causa delle nazionaliste algerine, dopo aver sentito il loro caso, decise di difenderla. In quello che fu un processo storico, Vergès accusò il governo di aver commesso i fatti di cui la donna era stata accusata e di aver finanziato una campagna diffamatoria. Nonostante gli sforzi del suo difensore, Bouhired fu condannata a morte con la pena della ghigliottina.
Vergès scrisse una pubblica dichiarazione sostenendo che Bouhired non avrebbe dovuto subire la pena di morte. In tutta l'Algeria e all'estero si formarono molti gruppi per cercare di convincere il governo a non giustiziarla, di cui facevano parte Georges Arnaud (che scrisse un pamphlet con Vergès), Jean-Paul Sartre e Simone de Beauvoir. In particolare, la principessa Lalla 'A'isha del Marocco, diplomatica e figlia del re Muhammad V, contattò l'allora Presidente francese René Coty chiedendo che venisse commutata la sentenza. La richiesta venne accolta e Bouhired scontò la sua pena di reclusione nel carcere di Reims fino al 1962

### Liberazione
Verso la fine della guerra, venne rilasciata insieme a molti altri prigionieri algerini, in seguito agli accordi di Évian tra de Gaulle e il governo algerino (1962).
L'avvocato Vergès dichiarò di essere poi diventato un bersaglio del governo coloniale francese, il quale, presumibilmente, tentò invano di assassinarlo diverse volte, anche piazzando una bomba nel suo appartamento e un'altra dentro la sua macchina. Bouhired e Vergès si sposarono l'anno seguente alla conquista dell'indipendenza Algerina, dopo che Jacques si convertì all'islam, prendendo il nome di Mansoor. La coppia ebbe due figli: Meriem e Liess Vergès. Djamila si separò da Vergès nel 1970, dopo aver condiviso con lui sette anni di vita e la nascita di due figli. Bouhired diventò presidente dell'Associazione delle Donne Algerine e fu in costante disaccordo con il futuro presidente Algerino Ahmed Ben Bella.
Djamila Bouhired fu una delle molte donne che lottarono per l'emancipazione e l'uguaglianza femminile nell'Algeria da poco divenuta indipendente. Tuttavia, un crollo economico e una crescita demografica esponenziali causarono, con il diffuso malcontento delle masse, l'avvento di governi estremisti islamici, mentre le nuove leggi permettevano un sistema politico multipartitico, così alla fine l'Algeria piombò nella guerra civile. Tuttavia, Djamila Bouhired sarà sempre conosciuta non solo per le sue azioni a favore dell'indipendenza Algerina, ma anche per le battaglie per i diritti delle donne in Algeria e in Medio Oriente.

### Vita privata
Djamila Bouhired risiede nella capitale algerina, Algeri, e continua a essere un'attivista in favore di varie cause, che sostiene con proteste e marce.

## Nella cultura di massa
Nel film La battaglia di Algeri di Gillo Pontecorvo (1966) Djamila Bouhired viene rappresentata nel trio di donne dinamitarde del Fronte di Liberazione Nazionale algerino (FNL).
Inoltre, figura come il personaggio principale del film Jamila, l'algerina (1958), diretto dal regista egiziano Youssef Chahine con l’attrice  Magda nel ruolo della protagonista e molti attori non professionisti, basato in parte sui canoni estetici del film muto francese del 1928 La passione di Giovanna d'Arco, e appare direttamente in L'avvocato del terrore (2007), un film-documentario su Jacques Vergès.
Il film d'exploitation drammatico Tortura (Gloria mundi) di Nico Papatakis (1975) è la storia di un'attrice (interpretata da Olga Karlatos) che arriva ad auto-torturarsi per interpretare meglio un ruolo di una guerrigliera algerina accusata di aver messo una bomba, torturata e stuprata dai militari paracadutisti durante la guerra d'Algeria; il ruolo ricorda le figure di Djamila Bouhired e Djamila Boupacha, in quanto nelle scene di tortura il personaggio afferma che sua madre è l'Algeria, come fece Bouhired durante gli interrogatori.